# ماریان فویک

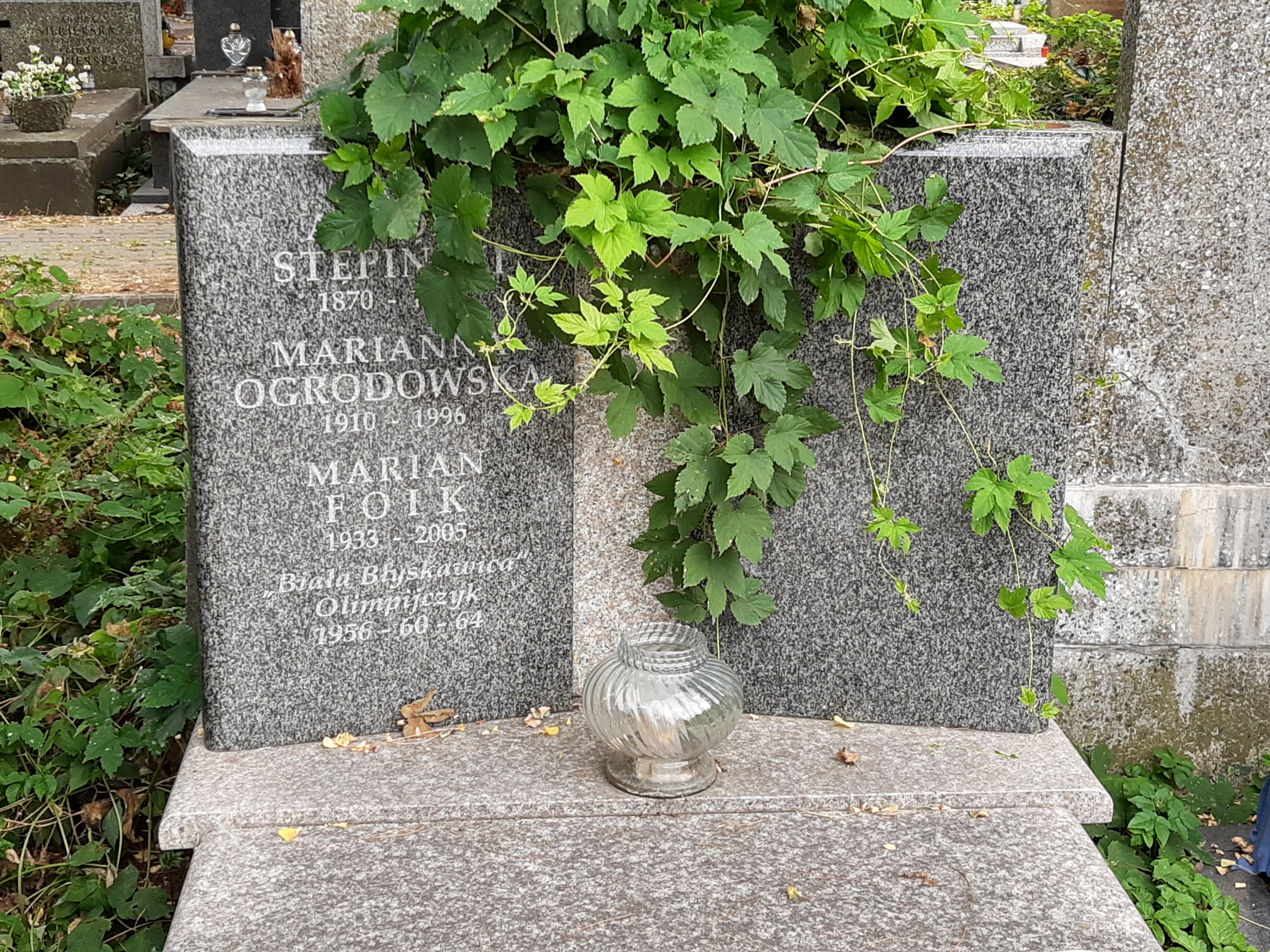
ماریان فویک دونده لهستانی

ماریان فویک (انگلیسی: Marian Foik; ۶ اکتبر ۱۹۳۳ – ۲۰ مهٔ ۲۰۰۵) دونده، و ورزشکار دو و میدانی اهل لهستان بود.